# Radiometryczne metody analizy chemicznej
Radiometryczne metody analizy chemicznej – metody wykorzystujące do celów analitycznych promieniowanie jądrowe.
Wśród metod radiometrycznych można wyróżnić kilka grup:
- Metody wskaźnikowe – w których wykorzystuje się promieniowanie jądrowe emitowane przez izotop promieniotwórczy (wskaźnik) wprowadzony do badanego układu (próbki).
- Metody aktywacyjne – oparte na pomiarze promieniowania jądrowego emitowanego przez promieniotwórcze izotopy, produkty reakcji jądrowych zachodzących w próbce w wyniku napromieniowania jej neutronami (aktywacja neutronowa), fotonami (fotoaktywacja) lub cząstkami naładowanymi.
- Metody fluorescencji rentgenowskiej z wykorzystaniem źródeł izotopowych – opierające się na pomiarze promieniowania rentgenowskiego wzbudzonego za pomocą promieniowania jądrowego ze źródeł izotopowych.
- Metody, w których wykorzystuje się naturalną promieniotwórczość – pozwalające oznaczyć pierwiastki, których izotopy promieniotwórcze występują w przyrodzie.
- Metody niespecyficzne – w których wykorzystuje się zjawisko rozpraszania lub absorpcji promieniowania jądrowego przez próbkę.